# Melica patagonica
Melica patagonica är en gräsart som beskrevs av Parodi. Melica patagonica ingår i släktet slokar, och familjen gräs. Inga underarter finns listade i Catalogue of Life.